# Ralph Verney (2e comte Verney)
Ralph Verney (1er février 1714 - 31 mars 1791), est un membre de la famille Verney de Middle Claydon et un homme politique britannique. De 1737 à 1752, date à laquelle il hérite du comté de Verney, il est nommé Lord Fermanagh. Il siège plusieurs fois à la Chambre des communes entre 1753 et 1791.

## Biographie

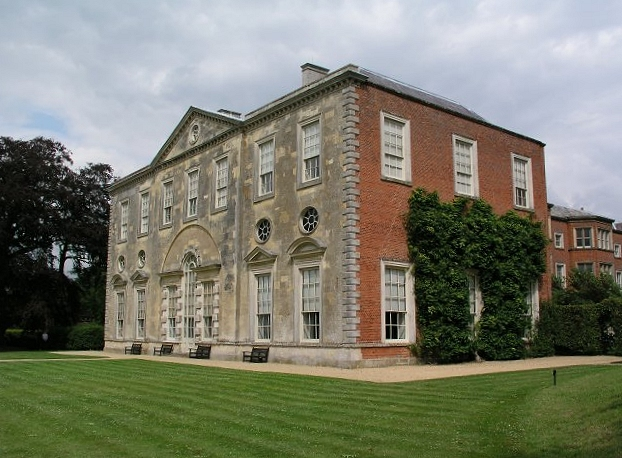
Claydon House

Verney est né le 1er février 1714, fils de Ralph Verney, le premier comte Verney, de Claydon House, Buckinghamshire et Catherine, fille d'Henry Paschall de Baddow Hall dans l'Essex.
En 1740, il épouse Mary, fille d'Henry Herring, directeur de la Banque d'Angleterre. Ils n'ont pas d'enfants. Elle meurt le 22 janvier 1791 et Verney meurt le 31 mars de la même année, tous deux sont enterrés dans le caveau familial de l'église de Middle Claydon. Il laisse des dettes de plus de 115 000 £. Ses divers titres s'éteignent à sa mort. Ses domaines passent à Mary Verney, la fille de son frère aîné John, décédé en 1737. Sur la recommandation de William Pitt, elle est créée baronne Fermanagh en 1792.

## Politique
Verney succède à son père dans le comté en 1752. Cependant, comme il s'agit d'une pairie irlandaise, cela ne lui donne pas droit à un siège à la Chambre des lords (même si cela lui donne droit à un siège à la Chambre des lords irlandaise). Il est élu à la Chambre des communes pour Wendover en 1753, un siège qu'il occupe jusqu'en 1761. Il représente plus tard Carmarthen entre 1761 et 1768 et le Buckinghamshire de 1768 à 1784 et encore de 1790 à 1791. Le 22 novembre 1765, il est nommé au Conseil privé.
Il est élu membre de la Royal Society en 1758.

## Claydon House
Il reconstruit Claydon House dans le Buckinghamshire entre 1757 et 1771. La maison ne représente aujourd'hui que l'aile ouest, qui est à l'origine reliée à une aile est identique par une rotonde à colonnades surmontée d'une coupole. Les dépassements de coûts sur le bâtiment ont lourdement endetté Lord Verney.